# Diplazium sancti-johannis
Diplazium sancti-johannis är en majbräkenväxtart som först beskrevs av Edwin Bingham Copeland och som fick sitt nu gällande namn av Conrad Vernon Morton.
Diplazium sancti-johannis ingår i släktet Diplazium och familjen Athyriaceae. Inga underarter finns listade i Catalogue of Life.